# Nömmen
Nömmen är en sjö i Nässjö kommun och Vetlanda kommun i Småland som ingår i Emåns huvudavrinningsområde. Sjön är 18 meter djup, har en yta på 15,4 kvadratkilometer och befinner sig 219 meter över havet. Sjön avvattnas av vattendraget Emån. Vid provfiske har bland annat abborre, braxen, gädda och gös fångats i sjön.
Fram till 1800-talet utvanns myrmalm ur sjön vintertid genom att skopas upp på sjöns is för att sedan transporteras till Bruzaholm. I mitten av 1890-talet användes en ångbåt för transporter av ved och andra produkter över Nömmen mellan general Bergs båda gårdar Hårdanäs och Rödjenäs.

## Delavrinningsområde
Nömmen ingår i delavrinningsområde (637931-144267) som SMHI kallar för Utloppet av Nömmen. Medelhöjden är 228 meter över havet och ytan är 46,94 kvadratkilometer. Räknas de 15 delavrinningsområdena uppströms in blir den ackumulerade arean 155,59 kvadratkilometer. Delavrinningsområdets utflöde Emån mynnar i havet. Delavrinningsområdet består mestadels av skog (41 procent) och jordbruk (12 procent). Avrinningsområdet har 15,6 kvadratkilometer vattenytor vilket ger det en sjöprocent på 33,2 procent. Bebyggelsen i området täcker en yta av 0,63 kvadratkilometer eller 1 procent av avrinningsområdet.

## Fisk
Vid provfiske har följande fisk fångats i sjön:
- Abborre
- Braxen
- Gädda
- Gös
- Löja
- Mört
- Ruda
- Siklöja